# 不滅の熱球
不滅の熱球（ふめつのねっきゅう）は、1955年3月15日に公開された沢村栄治を題材にした野球映画。モノクロ映画で、制作・配給は東宝。

## 構要
沢村栄治を題材にした映画ということもあり、大規模なスケールで撮影した。配給は東宝、さらに読売ジャイアンツに支援をしてもらい、阪神タイガースに在籍した藤村富美男ら4人が野球指導をした。しかし、沢村とその妻の恋路をメインに描いたためか、当時沢村のライバルと云われた景浦將は劇中に登場しなかった。現在、DVD・VHS等のソフト化は行われていない。

## あらすじ
昭和十一年七月、日本最初のプロ野球公式試合、巨人対阪神戦が行われ、巨人軍の沢村投手は人気を一身に集めていた。スタンドから彼を見守る美しい女性、米井優子と沢村はやがて交際を始め、次第に固く結ばれていった。昭和十二年、日支事変が勃発し、選手達を兵隊にとられ、プロ野球は打撃をうけた。九月、後楽園での対阪神戦のマウンドに立った沢村は、優子の姿が見えない為に、投球のコントロールを失ってしまった。一方、優子は夏休みで大阪の家へ帰り、プロ野球に無理解な父のきびしい監視の下にあった。

## スタッフ
- 監督：鈴木英夫
- 脚本：菊島隆三
- 原作：鈴木惣太郎「沢村投手」
- 製作：佐藤一郎
- 撮影：中井朝一
- 音楽：斎藤一郎
- 製作・配給：東宝

## キャスト
- 沢村栄治：池部良
- 米井優子：司葉子
- 米井徳造：清水将夫
- 米井孝子：滝花久子
- 米井光雄：北沢彪
- 藤本監督：笠智衆
- 内堀捕手：千秋実
- 豚カツ屋の親爺：藤原釜足
- 天野軍医中尉：土屋嘉男
- 中尾選手：石原忠
- 川上選手：茨田吉治
- 千葉選手：向井淳一郎
- 平山：岡部正
- 吉原：日方一夫
- 白石：福田和郎
- 中島：岡豊
- スタルヒン：ジャーニー・ハリウダ
- 初年兵係下士官：広瀬正一
- 審判員：手塚勝巳
- アナウンサー：越智正典
- スポーツ記者：千葉一郎

ほか

## 備考
池部は当初、投球シーンを野球経験者に吹き替えてもらうつもりだったが、当時、読売ジャイアンツで二軍監督をしていた内堀保に挨拶に行ったところ、自分で投げるべきだと薦められ、一ヶ月半かけて、内堀から沢村の投げ方を教わった。